# 肝属地方風水害
肝属地方風水害（きもつきちほうふうすいがい）は、昭和13年（1938年）10月に鹿児島県で発生した台風が要因の水害。肝属半島（大隅半島）の肝属川で発生。「肝属水害」、「肝属川水害」と呼ばれることもある。

## 経過
1938年10月8日、フィリピン東方にて台風が発生した。14日の午後6時、屋久島西方の海上を通過。15日の午前2時ごろ、台風の中心が屋久島に到達。15日の午前6時に種子島東岸から東北東へ通過。台風は16日に八丈島の西方にて消滅した。
屋久島雨量観測所の記録では、最低気圧が15日午前2時の730.2mmHg（973.52hPa）、最強風速が午前3時の毎秒33メートルであった。

## 被害
10月14日から15日の間に屋久島、種子島を通過した際、時速10キロメートルから15キロメートルの速度であった。14日夜の一晩の間に400ミリメートルを超える豪雨が短時間に局地に集中したことが問題となり、大隅半島の南部は24時間雨量が400ミリを超えた。鹿屋観測所では1日雨量が389ミリメートル、高山観測所では1日雨量が400ミリメートルを記録した。肝属川水系の10か所の堤防が決壊するなど、甚大な被害が発生した。特に被害が大きかったのは、高山町、姶良村、内之浦町であった。鹿児島大学によると死者310人、行方不明者125人で計435人、重傷者629人の被害者が出た。しかし国土交通省によると死者304人、行方不明者131人、負傷者628人とされている。鹿児島大学によると流出全壊の家屋が1,969棟、半壊が1,397棟、浸水家屋が10,568棟を記録し、国土交通省によると流出及び半壊家屋が1,532戸、浸水家屋が5,067戸とされている。被害総額は当時で約3,600万円にのぼり、そのうち農業関係が約2,000万円を占めた。
錦江町の田代小学校では、裏山の土砂崩れにより木造校舎が破壊。2人の教職員が死亡した。鹿屋市吾平町では浸水し、救難本部に遺体が収容された。

### 肝付町高山地区
一番犠牲者が多かったのは肝付町高山地区であった。鹿児島大学の名誉教授の岩松暉によると、高山地区では「山が崩れて土石流となって下流に押し寄せて増水して氾濫した」という。平成には「被害を伝える石碑」、「高山川水害史碑」が建設された。石碑の碑文によると、10月14日から15日にかけ、高山町では総雨量が420ミリの大雨により山津波が発生し、死者が118人、行方不明者が53人、重傷者が253人の被害が出た。大水害洪水が潮のように押し寄せたために防ぐことができず、浸水した家屋は満水となったため、屋根の上に避難したが、下流に押し流された人もいたといった様子であった。

## 復興活動
10月15日朝、県庁に被害の情報が伝達したが、詳細はよくわかっていなかった。しかし前代未聞らしいということにより、県庁に救援救護本部、鹿屋町に出先本部を設置。県立鹿児島病院や県医師会をメンバーに、救療隊が結成された。同日、海上班が警察船「旭櫻」で内之浦へ派遣され、救療隊も同行した。陸上班は鹿屋へと派遣された。事態の判明後、20日に鹿児島の歩兵第45連隊、21日には熊本工兵隊と、軍隊が出動することとなった。財源は国庫補助、県の復旧復興事業費、全国から集められた義援金で賄われた。
水害の前年の昭和12年より国による河川改修が開始されていたが、水害後に本格化された。河川改修では、蛇行していた肝属川の直線化や堤防作りなどを行った。大隅河川国道事務所によると、同規模の豪雨が発生しても氾濫にはいたらないとみているが、2018年の台風24号では支流が一時氾濫危険水位を上回るなど、想定を超える事態はありうるという。